# Novoaleksandrovskij rajon
Il Novoaleksandrovskij rajon, in russo Новоалександровский район?, è un rajon del Kraj di Stavropol', nel Caucaso.